# Lijst van personen uit Düsseldorf
De volgende personen zijn in Düsseldorf geboren. Of zij later ook in de stad leefden en werkten is voor deze lijst niet van belang. De lijst is chronologisch naar geboortejaar. 

## Geboren

### Voor 1700
- Eleonora van Palts-Neuburg (1655-1720), keizerin-gemalin van het HRR, aartshertogin-gemalin van Oostenrijk, koningin-gemalin van Bohemen, koningin-gemalin van Hongarije
- Friedrich Heinrich Jacobi (1743-1819), filosoof en schrijver
- Peter von Cornelius (1783-1867), schilder
- Heinrich Heine (1797-1856), dichter ("Die Loreley") en schrijver ("Deutschland. Ein Wintermärchen")

### 1800–1899
- Jacob Moses Rosenberg (1806-1868), opperrabbijn
- Franz Grashof (1826-1893), ingenieur
- Felix Klein (1849-1925), mathematicus
- Georg Wenker (1852-1911), linguïst
- Benno von Achenbach (1861-1936), stichter van de Duitse Kutschfahrkunst
- Hans von Sponeck (1888-1944), generaal
- Greta Schröder (1892-1980), actrice
- Hans Globke (1898-1973), staatssecretaris en chef van het ‘Bundeskanzleramt’ (1953-1963)
- Gustaf Gründgens (1899-1963), acteur (Mephisto in „Faust“), regisseur, intendant

### 1900–1919
- Willy Berking (1910-1979), componist ("Vagabundenlied"), trombonespeler
- Stanislaus Kobierski (1910-1972), voetballer
- Luise Rainer (1910-2014), Duits-Amerikaans actrice
- Hermann Schäfer (1911-1977), componist en dirigent

### 1920–1939
- Jürgen Habermas (1929), filosoof, socioloog
- Frits Fentener van Vlissingen (1933-2006), Nederlands zakenman geboren in Düsseldorf
- Ulrich Rückriem (1938), beeldhouwer
- Heino alias Heinz Georg Kramm (1938), schlagerzanger ("Blau blüht der Enzian", "Die schwarze Barbara")
- Heide Keller (1939-2021), actrice
- Winfried Opgenoorth (1939), illustrator

### 1940–1959
- Wim Wenders (1945), regisseur
- Marius Müller-Westernhagen (1948), acteur en musicus
- Ulrich Roth (1954), gitarist
- Klaus Allofs (1956), voetballer, sportdirecteur bij de club Werder Bremen
- Wolfgang Abel (1959-2024), seriemoordenaar
- Thomas Allofs (1959), voetballer

### 1960–1999
- Andreas Frege (1962), bekend als "Campino", zanger van de band Die Toten Hosen
- Doro Pesch (1964), bekend onder "Doro", rockzangeres
- Michael Preetz (1967), voetballer
- Elisabeth Röhm (1973), Duits-Amerikaans actrice
- Jan Bonny (1979), regisseur en scenarioschrijver
- Tim Kruger (1981-2025), acteur en regisseur
- Olcay Şahan (1987), Turks-Duits voetballer
- Christoph Zimmermann (1993), voetballer
- Amin Younes (1993),  Duits-Libanees voetballer
- Reena Wichmann (1998), voetbalster
- Leonie Doege (1999), voetbalster

### Vanaf 2000
- Malick Thiaw (2001), Duits-Fins voetballer
- Nnamdi Collins (2004), Duits-Nigeriaans voetballer